# Крагујевац
Крагујевац је градско насеље и седиште истоимене територијалне јединице у Србији. Административни је центар Шумадијског управног округа и највећи град Шумадије и западне Србије. Према попису из 2022. било је 146.315 становника, што га чини четвртим насељем по броју становника у Србији. Смештен је у географском средишту земље, 145 km јужно од Београда. Од 1818. до 1841. био је престоница српске државе.
Крагујевац је значајан привредни, културни, образовни и здравствени центар Шумадије, Поморавља и суседних области. Макрорегионални је центар за регионе: Чачка, Краљева, Ужица, Јагодине, Крушевца, Смедерева, Пожаревца, Ибарског Колашина и северног Косова. Кроз град протиче река Лепеница.
Од 1997. године Дан града обележава се сваке године 6. маја, у знак сећања на 6. мај 1818. године када је, на Скупштини у манастиру Враћевшница, кнез Милош Обреновић прогласио Крагујевац за престоницу обновљене Србије.

## Етимологија
Стара турска варош на левој обали Лепенице била је касаба Караговинџа. Према попису из 1536. године забележено је да у њему постоји текија, хамам, мектеб, џамије и више месџида. У 17. веку чувени турски географ Мустафа хаџи-Калфа помиње га под именом Караџофџа као „велику касабу” и седиште „истоименог кадилука”. Све су ово имена са истим кореном речи као и код данашњег имена града Крагујевца. О пореклу овог имена постоји више теорија и претпоставки од којих ни једна није потврђена, али ни оповргнута. Објашњења има више:
- да тај назив потиче од птице крагуја, јер је у Лепеничкој области, где се додирују огранци плaнине Рудник, Црног Врха и Гледићких планина, некада било је доста шума у којима је живела ова птица,
- да се град зове по црним змијама (кара–гуја),
- као описно име раскрснице путева – краговац,
- да назив града потиче од мушког имена Крагуј, које је било веома ретко.[2]

Занимљиво је да за реч крагуј Вук Караџић у Српском рјечнику из 1818. наводи да је то мушко име, док у Српском рјечнику из 1852. године, уз ово објашњење, наводи и да је то „некака тица која се припитоми па хвата друге тице као соко”.
Најчешће тумачење је да је име града изведено од имена птице крагуј, грабљивице која се у средњем веку употребљавала за лов. Реч крагуј потиче из старотурског језика, од речи крагу.
Није прецизно утврђено ни о којој је тачно птици реч. Према неким изворима реч је о црном супу или о белоглавом супу, према другима је врста јастреба, орла, или кобца.

### Птица крагуј
Птица крагуј у савременом српском језику се не помиње али је, према старим записима, био птица грабљивица слична орлу, чији је распона крила био до три метра. У средњем веку највећи број крагуја живело је у Шумадији, која је била прекривена густим храстовим шумама. Међу многим легендама о Светом Сави постоји и једна према којој је он, одмарајући се поред Лепенице, видео много крагуја и дао име месту – Крагујевац.
У епској песми „Љутица Богдан и војвода Драгија” описан је лов српских феудалаца уз помоћ ове птице:
Сва господа соколе понела
А Драгија шарена крагуја
Крагуј птица утве не увати.
Константин филозоф, биограф деспота Стефана Лазаревића у делу „Житију деспота Стефана Лазаревића” пише:
Подигавши се, иђаше ка Београду. Кад је био на месту званом Главица (данашњи Стојник), обедовавши изађе да лови, и док је још ловио, узео је крагујца на руку своју...
Птица крагуј била је и тема 14. Ђурђевданског карневала, одржаног 2019. године. Овај карневал се традиционално одржава поводом Дана града који се обележава на Ђурђевдан, што је градска слава.
По птици крагуј имена су добила и друга насеља: Крагуј у близини Пакраца (Хрватска) и Крагујевац у близини Вишеграда (БиХ). Ова птица налази се и у имену југословенског лаког борбеног авиона из 1962. године Ј-20 Крагуј.

## Географија
Град Крагујевац се налази у централном делу Србије, на стотинак километара јужно од Београда. Крагујевац је подигнут на обалама реке Лепенице, у котлини између крајњих огранака Рудника, Црног врха и Гледићких планина. Град се налази на надморској висини од 173 - 220 m, са математичко-географским положајем +44° 22' ; +20° 56'.
Подручје града простире се на површини од 835 km², окружен обронцима планина Рудник и Црни Врх, а долином реке Лепенице отворен је према долини Велике Мораве.
Шумадију карактерише брежуљкасто - брдовито земљиште, благо заталасано. Рудник је највећа планина у Шумадији са највишим врхом од 1.132 m. Овај крај има разуђену мрежу речних токова, али без већих река. Због недостатка река и ограничених падавина за снабдевање града водом изграђене су вештачке акумулације. Тако су настала Грошничко, Гружанско језеро и Дуленско језеро, као и језеро у Шумарицама. Такође велики значај има и Бубањ. Крагујевац има развијену саобраћајну инфраструктуру.

### Клима
У Крагујевцу влада умерено-континентална клима. Климу Крагујевца одликују релативно хладне зиме и топла лета. Најхладнији месец је јануар, а најтоплији јун. Мај и јун су месеци са највише падавина, а најмање их има у јануару, фебруару и марту. Сума годишњих падавина износи 550 мм. Најчешће дувају југозападни и северозападни ветрови, а у периоду јануар-март и југоисточни (кошава). Просечан број дана са снегом износи 30, маглом 20, а градом 2 дана.
- Надморска висина 180 - 220m
- Најхладнији месец - јануар -5 °C
- Најтоплији месец - јул +27 °C
- Просечна годишња температура +11,5 °C
- Највлажнији месец - децембар - влажност 79%
- Најсувљи месец - септембар - влажност 39%
- Просечна годишња количина падавина 550 l/m²
- Дани са температуром преко 25 °C - 92
- Број ледених дана (испод нуле) - 96
- Број дана под снегом - 34 (највише јануар)
- Највише падавина - јун - просек 83 l/m²
- Најмање падавина - фебруар - просек 32 l/m²
- Просечан број сунчаних сати - 5.5 h/дан
- Најмањи број сунчаних сати - децембар 2.1 h/дан
- Највећи број сунчаних сати - јун 8.8 h/дан

| Клима Крагујевца                                            | Клима Крагујевца | Клима Крагујевца | Клима Крагујевца | Клима Крагујевца | Клима Крагујевца | Клима Крагујевца | Клима Крагујевца | Клима Крагујевца | Клима Крагујевца | Клима Крагујевца | Клима Крагујевца | Клима Крагујевца | Клима Крагујевца |
| Показатељ \ Месец                                           | .Јан.            | .Феб.            | .Мар.            | .Апр.            | .Мај.            | .Јун.            | .Јул.            | .Авг.            | .Сеп.            | .Окт.            | .Нов.            | .Дец.            | .Год.            |
| ----------------------------------------------------------- | ---------------- | ---------------- | ---------------- | ---------------- | ---------------- | ---------------- | ---------------- | ---------------- | ---------------- | ---------------- | ---------------- | ---------------- | ---------------- |
| Средњи максимум, °C (°F)                                    | 3,8 (38,8)       | 6,7 (44,1)       | 11,8 (53,2)      | 17,3 (63,1)      | 22 (72)          | 25 (77)          | 25 (77)          | 27,2 (81)        | 23,9 (75)        | 18,2 (64,8)      | 11,5 (52,7)      | 5,6 (42,1)       | 27,2 (81)        |
| Средњи минимум, °C (°F)                                     | −3,8 (25,2)      | −1,7 (28,9)      | 1,4 (34,5)       | 5,5 (41,9)       | 10,1 (50,2)      | 13 (55)          | 14,2 (57,6)      | 13,7 (56,7)      | 10,7 (51,3)      | 6,3 (43,3)       | 2,4 (36,3)       | −1,6 (29,1)      | −3,8 (25,2)      |
| Количина падавина, mm (in)                                  | 41,1 (16,18)     | 38,7 (15,24)     | 44,4 (17,48)     | 49,4 (19,45)     | 73,8 (29,06)     | 84,7 (33,35)     | 68 (26,8)        | 53,3 (20,98)     | 44,8 (17,64)     | 38,2 (15,04)     | 48,2 (18,98)     | 47,6 (18,74)     | 632,2 (248,94)   |
| Извор: http://worldweather.wmo.int/en/city.html?cityId=1388 |                  |                  |                  |                  |                  |                  |                  |                  |                  |                  |                  |                  |                  |

## Историја

### Османска владавина
Претпоставља се да је Крагујевац као насељено место постојао и пре Немањићке државе. Крагујевац је први пут споменут у турском пописном дефтеру из 1476. године као „Крагујфоча“, бивши трг са 32 куће. Име је добио по птици крагуј (врсти јастреба) која је у средњем веку коришћена за лов, а данас заузима почасно место на градском грбу.
Шумадија је крајем XV и у XIV веку била поробљена и спаљена од стране Турака. Тадашњи путописци наводе да је била толико велика пустош да се могло путовати читав дан, а да се не наиђе на село. Земља је била напуштена и необрађена, а становништво се доста проредило. Крајем XVI века Турци су почели да изграђују ново насеље на простору где је некада био трг и где се простирао Крагујевац на обе стране Лепенице. Прављена је по узору на турске паланке са уским и кривудавим улицама, дрвеним кућама покривеним сламом и ограђене високим зидовима. Један део вароши представљао је трговачки центар. На левој обали Лепенице у близини каменог моста подигнута је џамија са минаретом.

### Хабзбуршка владавина
Крагујевац је у два наврата крајем XVII и у првој половини XVIII века потпадао под аустријску и турску власт. Прво је то било за време Великог турског рата 1689–1690. године када су Турци били протерани до Скопља, али су убрзо поново повратили изгубљено. Други пут након Аустријско-турског рата (1716—1718), када су Пожаревачким миром ови крајеви потпали под Аустријску власт а Хабзбурзи на подручју северног дела средишње Србије образовали Краљевину Србију која је трајала до 1739. године. На просторе Краљевине Србије су у периоду након завршетка рата довођени досељеници. Највећи број њих били су ускоци, те је Крагујевац постао ускочки град, војно утврђење са јаком војничком посадом и седиште крагујевачке надкапетаније, српске народне милиције. Крагујевачка надкапетанија је била једна од најзначајнијих због своје близине граници Османског царства. На њеном челу је био оберкапетан Синиша Марковић Млатишума. У априлу 1725. Млатишума је известио заповедништво у Београду о наводној појави вампира у Крагујевцу. То су најраније датовани случајеви вампиризма а заједно са случајем у Кисиљеву спада у прва помињања вампиризма у нововековној Европи, приликом којих је српска реч вампир ушла у немачки а потом и друге светске језике.

### Позна османска владавина и устанци
Након повратка османске власти 1739. Турци су доселили муслиманско становништво и преузели имања и власт. Османлије су остале у вароши до 4. априла 1804. године када је Карађорђе са својим устаницима ослободио Крагујевац. Крагујевац није играо запеженију улогу током Првог српског устанка све до 1813. када је у њему одржана устаничка скупштина. Након слома устанка 1813. Крагујевац је поново потпао под турску власт. Поново је ослобођен 1815. за време Другог српског устанка.

### Престоница кнежевине Србије (1818–1841)
Крагујевац је 1818. године постао престоница Кнежевине Србије што је проузроковало бржи развој вароши. У Крагујевцу је било седиште кнежеве канцеларије, као и опште-народни суд. Када је Србија добила аутономију Хатишерифом из 1830. године, Крагујевац је почео да се изграђује као центар друштвеног, политичког и културног живота Србије.
За то време је подигнуто неколико већих зграда: кнежев конак, конак књегиње Љубице, Амиџин конак. Цео овај дворски комплекс био је ограђен јаком оградом од храстовог дрвета. У близини је била сува крушка на којој су вешани криминалци. Кнежев конак је била једноспратна грађевина од дрвета изграђена у турском стилу. Она је служила за становање кнеза, као и за управљање кнежевином. Грађани су знали када кнез Милош руча и вечера пошто је то објављивано звоном. Конак књегиње Љубице је такође била једноспратна грађевина у којој су живели књегиња Љубица и њена деца. Изграђена је од дрвета, а унутрашњост је била ишарана сликама невештог сликара. Због тога је био познат и као шарени конак. Амиџин конак је било место које је служило за смештај нахијских кнезова. Налазило се на месту где је вежбала кнежева гарда.
Сву власт у својим рукама држао је кнез Милош Обреновић који је владао апсолутистички. У Крагујевац је 1820. године дошао Вук Стефановић Караџић како би научио кнеза да чита и пише и са намером да отвори школу у ту сврху. Људи око кнеза су се плашили да Вук не стекне велики утицај на њега и успели су да наговоре Милоша да га отера из Крагујевца. Кнез Милош је био незадовољан што се у трећој књизи народних песама која је издата у Лајпцигу у песми Бој на Чачку не приказује у најбољем светлу и што те песме више славе Карађорђа. Због тога је наредио да се свих 400 књига спали 1823. године. Због великих казни за крађу, безбедност је у граду била велика. Јоаким Вујић 1826. године о томе пише:
У српским варошима кроз које сам пролазио, видео сам на дућанима само један гвоздени кушак, а резу дрвену, па кроз резу метне се само једно дрвце, и ето то ти је цео затвор, па опет зато нисам могао чути или видети да је кога трговца дућан похаран или покраден био.
По много чему Крагујевац се може назвати „првим у Србији“. „Књажевско–српска банда” је представљала почетак музичке уметности, јер је пре тога у Србији била присутна само народна музика. Имала је задатак да свира на свечаностима, баловима и била је свуда где је кнез. Прва гимназија у Србији је основана 1833. године. Годину дана касније из Београда је пребачена штампарија и почињу да се штампају Новине сербске, а уредник је био Димитрије Давидовић.
Одлуком скупштине од фебруара 1834. установљено је ново унутрашње уређење Српског књажества по којем је Крагујевац постао средиште Крагујевачког окружја, које је улазило у састав Подунавског сердарства (области). Крагујевачко окружје чинили су лепенички, гружански и јасенички срез. 1835. одлукама Сретењског устава укинута су сердарства али је књаз Милош већ 1836. године донео посебан закон којим су установљена главна заповедништва (области) са војном и цивилном влашћу. Крагујевац је постао средиште Шумадијске (средоточне") области. Одлуком од 17. јула 1859. решено је да се у Крагујевачком окружју образује срез крагујевачки.
Књажевско-српски театар на челу са управником Јоакимом Вујићем је отворен 1835. године. Прве представе одржане су десет година раније, а њих су припремали учитељи основних школа. Те исте године је отворена и прва апотека, а годину дана касније и војна болница. Претеча Високе школе и каснијег Београдског универзитета је Лицеј настао 1838. године, а уз Лицеј је основана и библиотека.
Одлуком Државног Савета 12. јуна 1839. године надлештва централне власти и државна каса су из Крагујевца измештени у Београд. Потом су указом кнеза Михаила 27. маја 1840. године централна управа и државна каса из Београда враћене у Крагујевац, да би 7. маја 1841. године, кнежевим указом, коначно, Београд постао престоница.

### Индустријски развитак
Прилике у Европи половином XIX века, условиле су Српску државу да развије домаћу производњу оружја. У Крагујевцу је 1837. прво установљена „Оружехранилница" или „Арсенал" (оружарница). Састојала се из комплекса војно-занатлијских објеката који су 1847. преустројени у „Фабрику за воену спрему".
У октобру 1848. године у Београду је отпочела производња оружја. Највиши државни органи донели су одлуку да се 1851. године производња пресели у Крагујевац. За првог управника Тополивнице постављен је Шарл Лубри, члан француског државног поверенства за ватрено оружје. Након двогодишње припреме почело се са производњом топова 15. октобра 1853. године. Иако Крагујевац није више био престоница, захваљујући тополивници наставио је да игра битну улогу у развоју Србије.
Због потребе прављења муниције подигнута су два нова објекта: Лафетница и Лабораторијум, а изграђен је и арсенал за смештај готових производа. При Тополивници, марта 1854. је основана Занатлијска школа. Имала је задатак да спрема квалификоване раднике разних профила. Пошто је производња топова са глатким цевима била застарела, 1863. године набављене су машине за производњу изолучених топовских цеви. Тада је фабрика могла да произведе 20.000 пушчаних зрна и 40.000 каписли, а месечно по једну батерију топова и две хаубице са лафетима.
Упоредо са појавом индустрије појавила се и радничка класа. Након победе социјалиста на локалним изборима и неуспешне владине изборне преваре на поновљеним изборима, у Крагујевцу су 27. фебруара избиле демонстрације назване Црвено барјаче које је угушила српска војска. Прва прилика за проверу топова били су Српско-турски ратови (1876—1878), али су ти ратови показали да су бронзани спредапунећи топови били инфериорнији у односу на челичне острагане које је користила турска војска. Због тога је 1883. године дошло до реорганизације фабрике.
Јосиф Панчић је од 1847. до 1853. службовао у Крагујевцу као окружни лекар прве класе. 1848. је на Метином брду, надомак Крагујевца описао Крагујевачки слез (Althaea kragujevacensis), ендемску врсту за коју се претпоставља да је ишчезла ширењем градског подручја.

### Први светски рат
У току Балканских ратова у фабрици се радило даноноћно. Конструисана је у фабрици и прва авионска бомба за потребе Црногорске војске приликом опсаде Скадра. За време Првог светског рата, у току 1914. и 1915. године производња је била веома интензивна. Због тога су непријатељски авиони 17. и 18. септембра бомбардовали Крагујевац и том приликом 34 бомбе (16 првог дана и 18 другог дана) су пале на радионице фабрике. Погинуло је пет, а рањено десет лица. Фабрика је радила до октобра 1915. године, али када је пао Крагујевац фабрика је била разорена. Око 400 радника који су прошли Албанију повлачећи се са војском пребачено је у Француску и распоређено у тамошње фабрике.
Током напада на Србију 1914. године у Крагујевцу се налазила Врховна команда. У малом штампаном формату је излазио лист Ратни дневник. У децембру 1914. године лист је објавио најдражу вест те године, која је гласила: На нашој територији, сем заробљеника, нема ниједног наоружаног непријатеља
Окупацију током 1916. су прво вршили Немци, који су основали школу у којој је српска настава практично била врло слободна. У пролеће те године град преузимају Аустро-Угари, који до јесени школу претварају у непопуларну "ћесарско-краљевску" институцију.
У Крагујевцу је 1918. године био стациониран 71. пешадијски пук Аустро–угарске војске који су углавном чинили Словаци из Тренчина и околине. Пук је допуњаван повратницима из руског заробљеништва који су, после одмора код куће од 2-3 недеље, требало да се поново упуте на фронт. Због страха од „бољшевизма“ они су дочекани врло неповерљиво, а дисциплина према њима је била пооштрена што је изазивало незадовољство.
Главна побуна је избила 2. јуна (20. маја) око 22 часа. Сам 71. пешадијски пук је био подељен на групу која је била уз побуњенике, и ону против њих. Укупно је било око 700 побуњеника. Под вођством наредника Виктора Кобилика дошли су до центра вароши, где су убили аустријске војнике који су покушали да их умире. Позивали су и народ да им се придружи, али то се није догодило. Побуњеници су заузели железничку станицу, уништили телеграфске уређаје и кренули ка официрском дому. Почела је жестока улична борба која је трајала целу ноћ. Око 2 сата после поноћи напад побуњеника је почео да слаби. Сутрадан је наређено једном батаљону из Младеновца да крене у Крагујевац како би помогао да се умири побуна. Када је стигао батаљон у варош, побуна је већ била угушена. Велики број побуњеника на челу са Виктором Кобиликом је ухваћен. Осамдесет побуњеника је изведено на суд, од којих је 44 осуђено на смрт стрељањем, а осуђено је и 5 цивила. Пресуда је изречена 8. јуна (26. маја) а извршена је истог дана у 15 часова. Споменик Словацима се данас налази у Спомен-парку Крагујевачки октобар.

### Међуратни период
И у периоду између два светска рата Крагујевац је био значајан културни, политички и индустријски центар. Од 1922-1929. Крагујевац је средиште Шумадијске области, коју чине крагујевачки и руднички округ. Војнотехнички завод био најважнији индустријски објекат у граду и један од најважнијих у држави. Дана 15. октобра 1928. године су отворено нови објекти у склопу прославе 75 година постојања војних објеката у Крагујевцу Капацитет нових фабрика је повећан на производњу 200.000 пешадијске бојеве муниције и 200 пушака. У експлозији шкартиране муниције на Метином брду 15. јула 1923, разбијени су многи прозори у граду.
Крагујевачки обласни одбор Аеро-клуба је 2. јуна 1935. осветио нови аеродром, хангар, авион и једрилицу - сваки десети Крагујевчанин је био члан Аероклуба.
У Крагујевцу је у овом периоду постојале и Прва југословенска овлашћена фабрика за производњу поврћа, воћа и меса, фабрику пекмеза, буради и бомбона Светозара Стефановића, фабрика коже, Прва крагујевачка фабрика кеса Милана Голубовића основана 1923, фабрика леда и сода–воде Секуле Кнежевића (1930), фабрика леда Косте Мишића (1934), Механичка ткачница Душана М. Стојановића (1936) и др.
Војници 19. пука су испред своје касарне подигли споменик краљу Александру 15. септембра 1935, а радништво војно-техничког завода 28. јуна 1936.
Највећи комунални проблем у граду је било снабдевање водом, нарочито у летњем периоду, када је 40.000 становника зависило од неколицине чесама и бунара, и од куповања воде од сакаџија. Зато је на реци Грошници 1938. подигнута највећа водојажа у Југославији, са Грошничким језером за водоснабдевање.
Занатлијски дом је изграђен 1939. Антитуберкулозни павиљон је отворен 1940. (три године пре тога, туберкулоза је била разлог смрти чак 32% умрлих). Зграда филијале Народне банке је освећена 22. децембра 1940.

### Други светски рат
У Априлском рату, Крагујевац су 11. априла 1941. напале и освојиле јединице немачке 11. оклопне дивизије. Немци су у току напада гранатирали град и том приликом погодили Официрски дом (Конак књаза Милоша) који је изгорео до темеља. Уследила је немачка окупација која ће трајати све до 21. октобра 1944.
19, 20. и 21. октобра 1941. јединице Вермахта су починиле масовни злочин над цивилним становништвом Крагујевца и околних села.
Стрељање је извршено као одмазда за 10 убијених и 26 рањених немачких војника након сукоба са припадницима партизанима и четницима на пола пута између Бара и Љуљака. Немачки командант Франц Беме 10. октобра је издао наредбу да се за једног убијеног немачког војника стреља 100 људи, а за једног рањеног педесет. По тој рачуници као одмазду требало је убити 2.300 људи. Наредбу је донео командант 749. пука чије је седиште било у Краљеву мајор Ото Деш, а наредбу је проследио команданту 724. пука у Крагујевцу мајору Паулу Кенигу. Злочин су извршиле јединице I батаљона 724. пешадијског пука и III батаљона 749. пешадијског пука.
У овом злочину је страдало око 3.000 становника Крагујевца и околних места, а међу њима је било и 26 жена, 287 крагујевачких ученика и младића средњошколског узраста и 40 деце старости између 11 и 15 година. Након Другог светског рата владало је мишљење да је страдало 7.000 цивила. Према подацима историчара и некадашњег кустоса спомен-музеја „21. октобар“ Станише Бркића, 19–21. дана у Крагујевцу и околним селима је убијено 2.796 људи а 61 је преживело стрељање.
У току 1942. године, немачке снаге су препустиле окупационе дужности бугарској војсци.
Након три година окупације јединице 17 народноослободилачке дивизије НОВЈ и 93 и 113 стрељачке дивизије Црвене армије стигле су у близину Крагујевца. Они су 10. октобра успели да пресеку одступницу немачким јединицама код Велике Плане. Немци су се затим због великог значаја железничког чвора у Лапову утврдили на положају Рогот – Баточина – Градац – Бадњевац. Након великих борби Крагујевац је ослобођен 21. октобра 1944. године, на исти дан на који је три године раније убијено око 3.000 Крагујевчана.

## Локална самоуправа
Према територијалној организацији Републике Србије, Крагујевац је један од њена 24 града.

### Скупштина града
Скупштина града Крагујевца је представнички орган који врши основне функције локалне власти утврђене Законом и Статутом града. Скупштину града чини 87 одборника, које бирају грађани на непосредним изборима, тајним гласањем, у складу са законом и Статутом. Одлуке се доносе већином гласова присутних одборника, уколико законом или Статутом није друкчије одређено. Седницу Скупштине града сазива председник Скупштине града, по потреби, а најмање једном у три месеца. Седнице Скупштине града су јавне. Скупштина града може одлучити да седница Скупштине града не буде јавна из разлога безбедности и других разлога утврђених законом.

### Градоначелник
Градоначелник Крагујевца представља и заступа град и обавља извршну функцију у граду Крагујевцу. Градоначелника именује Скупштина града непосредним тајним гласањем на четири године. Градоначелник се бира из реда одборника и не може обављати било коју другу службену функцију.
Тренутни градоначелник Крагујевца је Никола Дашић, члан Српске напредне странке.

### Градско веће
Градско веће је орган града Крагујевца који усклађује остваривање функција градоначелника и скупштине града и врши контролно-надзорну функцију над радом градске управе. Градско веће чине градоначелник, заменик градоначелника и девет чланова. Чланове градског већа бира на четири године скупштина града на предлог градоначелника.

### Градска управа
Градска управа обавља управне послове у оквиру права и дужности града Крагујевца и одређене стручне послове за потребе скупштине града, градоначелника и градског већа.
Начелник градске управе, кога поставља скупштина града на предлог градоначелника, руководи радом градске управе. Начелник градске управе може имати заменика који се поставља и разрешава на исти начин као и начелник.
Градске управе Крагујевца:
- Управа за финансије
- Пореска управа
- Управа за инвестиције
- Управа за имовину
- Управа за просторно планирање, урбанизам, изградњу и заштиту животне средине
- Управа за управљање пројектима, одрживи и равномерни развој
- Управа за за опште и заједничке послове
- Управа за привреду
- Управа за ванпривредне делатности
- Управа за здравствену и социјалну заштиту
- Управа за комуналне и инспекцијске послове
- Управа за послове градоначелника и Градског већа
- Управа за јавне набавке

## Демографија
Према попису из 2022. на подручју Града Крагујевца живи 171.186 становника, а у самом граду Крагујевцу живи 146.315 становника што га чини четвртим градом по величини у Србији и надрегионалним центром над општинама: Чачак, Краљево, Јагодина, Параћин, Горњи Милановац, Аранђеловац, Трстеник и Крушевац. Велики значај за стално досељавање становништва током 20. века имала је чињеница да Крагујевац представља један од највећих индустријских центара у земљи, док се данас у Крагујевац досељавају претежно млади људи који студирају на Крагујевачком универзитету који поседује 11 факултета у граду и у општинама чији је надрегионални центар. Већину становништва чине Срби, мада у граду живе и припадници многих националних заједница. Говори се српским језиком екавског изговора, у писању се упоредо употребљавају ћирилица и латиница.
|             |            | \| Демографија[50] \| Демографија[50] \| Демографија[50] \| \| Година \| Становника \| Становника \| \| --------------- \| --------------- \| --------------- \| \| 1948. \| 39.324 \| \| \| 1953. \| 48.702 \| \| \| 1961. \| 63.347 \| \| \| 1971. \| 92.985 \| \| \| 1981. \| 129.017 \| \| \| 1991. \| 147.305 \| \| \| 2002. \| 146.373 \| \| \| 2011. \| 150.835 \| \| \| 2022. \| 146.315 \| \| |
| Демографија |            | |
| Година      | Становника | Становника |
| 1948.       | 39.324     | |
| 1953.       | 48.702     | |
| 1961.       | 63.347     | |
| 1971.       | 92.985     | |
| 1981.       | 129.017    | |
| 1991.       | 147.305    | |
| 2002.       | 146.373    | |
| 2011.       | 150.835    | |
| 2022.       | 146.315    | |

| Етнички састав према попису из 2011.‍ | Етнички састав према попису из 2011.‍ | Етнички састав према попису из 2011.‍ | Етнички састав према попису из 2011.‍ | Етнички састав према попису из 2011.‍ |
| ------------------------------------ | ------------------------------------ | ------------------------------------ | ------------------------------------ | ------------------------------------ |
|                                      |                                      |                                      |                                      |                                      |
| Срби                                 | Срби                                 |                                      | 144.328                              | 95,68%                               |
| Роми                                 | Роми                                 |                                      | 1.331                                | 0,88%                                |
| Црногорци                            | Црногорци                            |                                      | 517                                  | 0,34%                                |
| Македонци                            | Македонци                            |                                      | 283                                  | 0,18%                                |
| Хрвати                               | Хрвати                               |                                      | 176                                  | 0,11%                                |
| Југословени                          | Југословени                          |                                      | 168                                  | 0,11%                                |
| Горанци                              | Горанци                              |                                      | 101                                  | 0,06%                                |
| Муслимани                            | Муслимани                            |                                      | 95                                   | 0,06%                                |
| Бошњаци                              | Бошњаци                              |                                      | 35                                   | 0,02%                                |
| Бугари                               | Бугари                               |                                      | 35                                   | 0,02%                                |
| Руси                                 | Руси                                 |                                      | 34                                   | 0,02%                                |
| Мађари                               | Мађари                               |                                      | 31                                   | 0,02%                                |
| Словенци                             | Словенци                             |                                      | 31                                   | 0,02%                                |
| Албанци                              | Албанци                              |                                      | 26                                   | 0,01%                                |
| Румуни                               | Румуни                               |                                      | 17                                   | 0,01%                                |
| Словаци                              | Словаци                              |                                      | 15                                   | 0,01%                                |
| Украјинци                            | Украјинци                            |                                      | 14                                   | 0,01%                                |
| Русини                               | Русини                               |                                      | 6                                    | 0,003%                               |
| Буњевци                              | Буњевци                              |                                      | 4                                    | 0,002%                               |
| Немци                                | Немци                                |                                      | 4                                    | 0,002%                               |
| Неизјашњени                          | Неизјашњени                          |                                      | 1.927                                | 1,27%                                |
| Непознато                            | Непознато                            |                                      | 1.251                                | 0,82%                                |
| Регионална припадност                | Регионална припадност                |                                      | 182                                  | 0,12%                                |
| укупно: 150.835                      |                                      |                                      |                                      |                                      |

## Привреда

### Индустрија
Прва фабрика у Kрагујевцу и једина из групације Застава која и данас постоји и која је најбитнија за индустријализацију Kрагујевца је Застава Оружје. Уједно и фабрика која је омогућила и основала групацију Застава у коју спадају фабрике камиона, као и велика фабрика аутомобила. Град Крагујевац данас спада међу четири највећа индустријска центра у Србији, с обзиром да је после Другог светског рата постао највећи индустријски гигант на Балкану. Убрзо је отворена прва и једина фабрика аутомобила на Балкану. Међу осталим индустријским фабрикама које су формиране у такозваном "златном периоду" у индустријској зони у Крагујевцу, најзначајније су 21. октобар (фирма која производи делове за аутомобиле произведене у Застави), Филип Кљајић (фирма за производњу ланаца), Казимир Вељковић и Ратко Митровић (Грађевинска предузећа), Црвена звезда (Прехрамбена индустрија), 22. децембар и ДИОРК (Текстилна индустрија). Након завршетка бомбардовања СР. Југославије 1999.те године, а потом и смене власти (Петооктобарское Револуције) у години која је следила, у већини поменутих фабрика био је покренут поступак приватизације, који је узгред, већину фабрика на крају довео до распарчавања и продаје у деловима, као и стечаја. Разлог томе је било опште стање нестабилности у држави (у економском смислу), као и застарела технологија.
Почетак распада СФРЈ, као и каснији след догађаја у држави оставио је тежак утицај на привреду града. Већина великих производних фирми нашла се у тешкој кризи. Године 2008. италијански Фијат најавио је преузимање најбитније крагујевачке фирме "Заставе". Најављена су велика улагања (око милијарду евра), и производња од 300000 аутомобила годишње. Опет ти планови су одложени услед светске кризе. Тренутно стање у Фијату је да почињу да се реализују најаве. Реновирају се хале, подигнута је нова трафостаница, примљено је пуно нових радника и кренула је дуго очекивана производња новог модела 500L. Поред "Фиата" у граду су своје погоне изградили и његови кооперанти, произвођачи опреме за аутомобиле попут "Мањети Марелија", "Џонсон контролса" и "Сигита".
У погонима „Филипа Кљајића“ једно време веома успешно је пословала фирма Метал Системи. Опет последњих пар година и они су такође на ивици преживљавања.
У Крагујевцу се налази успешна фирма "Форма Идеале" која се бави производњом намештаја. Њен асортиман се извози у великој мери у околне земље.
Београдска фирма "ComTrade" купила је 2008. словеначку фирму "Hermes" која се бави израдом софтвера за бројне купце широм света. Тако је под окриље Com Trade-a дошао и Hermes-ов огранак у Крагујевцу, са око 80 запослених, и најављено је дуплирање броја запослених .

### Сајам
У граду функционише и градско сајмиште - Шумадија сајам, које је смештено у индустријској зони ”Сервис два” где је изграђена једна од три планиране хале Градског сајмишта. Шумадија сајам опслужује читав простор јужно од Саве и Дунава и као такав представља једну од важнијих институција које доприносе позиционирању Крагујевца као регионалног, комерцијалног и сајамског центра регије централне Србије. Шумадија сајам је уједно и члан АСЈЕ- Асоцијације сајмова југоисточне Европе и заједно са Новосадским, Београдским, Пловдивским и Букурешким сајмом, спада у ред великих сајмова.

### Саобраћај
Повољност саобраћајно-географског положаја Крагујевца умногоме је допринела развоју саобраћаја. Пуштање у саобраћај железничке пруге 1887. године на релацији Лапово-Крагујевац, битно је утицало на развој друмског саобраћаја. У близини Крагујевца на око 30 km је железнички чвор у Лапову који повезује важне међународне и магистралне железничке линије. Такође у близини је и савремени ауто-пут Београд-Ниш (део E75), до кога се стиже Државним путем IБ реда Крагујевац -Баточина. Пут је већим делом магистрални пут са две саобраћајне траке, док је деоница између Градца и Крагујевца изграђена као ауто-пут у конфигурацији 2+2, са одвојеним тракама за саобраћај, зауставним тракама и раскрсницама ван нивоа. Међутим за саобраћај је до сада пуштена само деоница од Крагујевца до Ботуња, део који пролази кроз територију Цветојевца. Захваљујући железничком и друмском саобраћају, Крагујевац је повезана са Београдом, Нишом, Јагодином, Краљевом, Чачком Горњим Милановцем, Новим Пазаром, Младеновцем и другим градовима.
Крагујевац има повољан географски положај и до њега може врло лако стићи. Удаљен је око 130 km јужно од Београда и око 150 km северно од Ниша. Захваљујући добром положају до Крагујевца се може стићи из неколико праваца:
- од Београда и Ниша ауто-путем Е-75, преко Баточине, где се прикључује правац из Јагодине.
- од Београда ауто-путем до Малог Пожаревца преко Младеновца и Тополе,
- од Краљева преко Груже Равог Гаја, где се прикључује пут који иде од Чачка и Мрчајевца
- од Јагодине преко Сабанте, где се прикључује пут из Крушевца, Трстеника и Рековца,
- од Горњег Милановца преко Враћевшнице.

Градски превоз на територији града Крагујевца тренутно обављају два предузећа: „Ласта“ из Београда и „Вуловић-транспорт“ из Рековца. Постоји 24 основних, сталних линија градског превоза и једна сезонска која води до Шумаричког језера. Поред тога постоји и приградски превоз.

### Образовање
Прва крагујевачка гимназија је основана 1833. године као прва гимназија на територији тадашње Србије. Зграда у којој се данас налази је саграђена 1887. године и представља једну од најлепших грађевина у граду. Школа је 11. децембра 2008. одлуком Владе Републике Србије проглашена за школу од посебног националног значаја.
Универзитет у Крагујевцу основан је 21. маја 1976. године. Његови корени сежу до прве половине 19. века, када је 1838. године у овом граду основан „ЛИЦЕЈ“, као прва највиша образовна институција у Србији. Лицеум Књажества сербског је настао 1838. године пошто је пре тога приликом свог боравка у Крагујевцу код Књаза Милоша Обреновића, Вук Стефановић Караџић предложио Књазу да отвори стручну школу, а затим „мало по мало“ Лицеум, и на крају Универзитет. То је могло бити остварено тек после хатишерифа од 1830. године кад Србија добија први признати облик своје државности.
Осам година касније оснива се „Лицеум Књажества србског“ претеча данашњих Универзитета у Србији. Из Лицеума, три године касније премештеног у Београд, оснива се 1863. године „Велика школа“, а 1905. и Београдски Универзитет. Претече високог школства у Крагујевцу су биле Гимназија, Војнозанатска школа, Учитељска школа и Лицеј.
Данас у Крагујевцу ради 18 основних и 12 средњих школа.
Основне школе у Крагујевцу:
- ОШ „Јован Поповић” Крагујевац
- ОШ „21. октобар” Крагујевац
- ОШ „Станислав Сремчевић“ Крагујевац
- ОШ „Свети Сава” Крагујевац
- ОШ „Светозар Марковић” Крагујевац
- ОШ „Трећи крагујевачки батаљон” Крагујевац
- ОШ „Вук Стефановић Караџић” Крагујевац
- ОШ „Живадинка Дивац” Крагујевац
- ОШ „Ђура Јакшић“ Крагујевац
- Основна музичка школа „Милоје Милојевић” Крагујевац
- Школа са домом за ученике оштећеног слуха Крагујевац
- Школа за основно и средње образовање „Вукашин Марковић” Крагујевац
- ОШ „Драгиша Луковић Шпанац“ Крагујевац
- ОШ „Драгиша Михаиловић” Крагујевац
- ОШ „Милутин и Драгиња Тодоровић” Крагујевац
- ОШ „Мирко Јовановић“ Крагујевац
- ОШ „Мома Станојловић“ Крагујевац
- ОШ „Радоје Домановић” Крагујевац

Поред Крагујевца, основне школе се налазе и у местима на територији Града:
- ОШ „Сретен Младеновић” Десимировац
- ОШ „19. октобар” Маршић
- ОШ „Доситеј Обрадовић” Ердеч
- ОШ „Јулијана Ћатић” Страгари
- ОШ „Милоје Симовић” Драгобраћа
- ОШ „Наталија Нана Недељковић” Грошница
- ОШ „Прота Стеван Поповић“ Чумић

Средње школе у Крагујевцу:
- Прва крагујевачка гимназија
- Друга крагујевачка гимназија
- Економска школа
- Медицинска школа са домом за ученике „Сестре Нинковић“
- Прва техничка школа
- Средња школа "Кнез Александар Карађорђевић"
- Трговинско-угоститељска школа „Тозе Драговића“
- Музичка школа "Доктор Милоје Милојевић"
- Школа за основно и средње образовање „Вукашин Марковић“
- Школа са домом за ученике оштећеног слуха
- Средња школа „Свети Архангел“
- „Доситеј Обрадовић“

## Туризам
- Стара црква (Крагујевац) — подигнута је 1818. године на десној обали реке Лепенице у Крагујевцу као задужбина кнеза Милоша.
- Амиџин конак — једина сачувана зграда из комплекса дворских објеката Милошевог доба. Амиџин конак је подигнут 1819.24 године за дворско особље.[58]
- Књажевско-српски театар — прво позориште у Србији основано 1835. године.[59]
- Стара скупштина — подигнута 1859. године, а све до 1878. овде су се одржавале народне скупштине на којима су доношене одлуке од великог политичког и културног значаја за српски народ.[60]
- Саборна црква у Крагујевцу — прва црква израђена у византијско-романском стилу у ослобођеној Србији
- Музеј Стара ливница — смештен у објекту некадашње Тополивнице из 1882. године. То је најстарији сачувани део војне фабрике и Војно-занатлијске школе, прве те врсте у кнежевини Србији.
- Споменик палим Шумадинцима — монументални споменик рад познатог вајара Антуна Аугустинчића који је посвећен палима у ратовима за ослобођење од 1804. до 1918. године и представља симбол херојске борбе за слободу српског народа. Споменик је подигнут 1932. године.
- Спомен-парк Крагујевачки октобар — представља спомен комплекс подигнут у знак сећања на недужне жртве Крагујевачког масакра који су починили припадници Вермахта 21. октобра 1941. године.
- Ватрогасни дом у Крагујевцу — проглашен спомеником културе, одлуком Владе Републике Србије 27. јула 2001.
- Шумаричко језеро — вештачко језеро
- Акваријум Крагујевац — први јавни акваријум у Србији. У његовој колекцији се налази преко 600 биљних и животињских врста из водених екосистема са свих простора Земље.
- Ботаничка башта Крагујевац, највећа ботаничка башта у региону.

## Здравство
Крагујевац је значајан центар здравства. У граду функционише више здравствених установа које по свом значају и функцији представљају стуб организовања здравствене заштите у Србији. У здравственим установама Крагујевца и Клиничком центру Крагујевац запослено је преко 3.000 људи, од чега је преко 70% квалификованих здравствених радника, око 700 лекара, међу којима више од половине специјалиста и око 50 доктора наука. Овај кадровски потенцијал укључен је у наставу Медицинског Факултета Универзитета у Крагујевцу и научно-истраживачки рад.

## Култура
У Граду постоји више значајних институција од регионалног, а неке и од националног значаја у области културе и уметничке делатности. Више њих наставља традицију првих установа своје врсте у модерној Србији, као што су Књажевско-српски театар (основан 1835. године), Народна библиотека „Вук Караџић“ (1866), Културно - уметничко друштво „Абрашевић“ (1904).
Народни музеј Крагујевац има одељења за археологију, етнографију, историју Крагујевца и Шумадије и ликовне уметности. У археолошком одељењу чува се више од 10.000 инвентарисаних и преко 100.000 предмета студијског материјала. Ликовна збирка (1680) располаже са више од 1.000 уметничких дела изузетне вредности, посебно српског сликарства. Делатност Музеја обавља се у објектима: Амиџин конак, Кнез Михаилов конак, Галерија, Кућа Светозара Марковића (Проте Милоја Бајрактаровића), Кућа Љубице Филиповић, Стара скупштина, Спомен кућа у Дуленима, Петрова воденица у Грошници и Модерна галерија.
Музеј „Стара ливница“ је смештен у објекту некадашње Тополивнице из 1882. године у старој ливници и презентира век и по развоја индустрије у Крагујевцу и Србији. То је најстарији сачувани део војне фабрике и Војно-занатлијске школе, прве те врсте у кнажевини Србији. Основан је 1953. године. Музеј се налази у саставу фабрике Застава оружје. Поседује збирке оружја и опреме, машине и алата, архивске грађе, фотографија, ликовних предмета и збирку ордења, печата, пехара и медаља; заједно око 5800 предмета.
Историјски архив Шумадије прикупља и сређује архивску грађу са подручја града Крагујевца и шест општина Шумадије:Аранђеловац, Баточина, Кнић, Лапово, Рача и Топола. Располаже са више од 700 дужних метара архивске грађе са 780 регистратура и стотинама хиљада оригиналних историјских докумената. Архив је основао савет за просвету, науку и културу НР Србије 7. фебруара 1952. године.
Завод заштиту споменика културе брине о очувању и заштити културних добара на ширем подручју централне Србије.
У спомен на жртве стрељања, од стране Вермахта 21. октобра 1941. године, читав простор Шумарица је претворен у Спомен-парк Крагујевачки октобар у коме се, између осталих, налазе Споменик стрељаним ђацима и професорима, Споменик бола и пркоса, Споменик чистачима обуће, споменик „Сто за једног“, споменик „Отпора и слободе“ и др. Састанак о оснивању спомен-парка одржан је 9. августа 1953. године у Београду, осам година након рата. Прва фаза радова на терену почела је већ 1955. године. Од предвиђених 30 споменика које је требало изградити на масовним гробницама, само десет је постављено, од чега половина пре 1979. године. Парк данас захвата површину од 342 хектара, а проглашен за непокретно културно добро као знаменито место од изузетног националног значаја 27. децембра 1979. године.
На улазу у спомен парк подигнута је импозантна зграда спомен-музеја „21. октобар“ у чијој је архитектури наглашена симболика крагујевачке трагедије. У оквиру парка се налази и Музеј 21. октобра отворен 1976. са сталном поставком везаном за овај догађај. Одсуство отвора (прозора) на фасадама симболично сугерише на безизлазност ненаоружаних људи који су се тог дана нашли испред митраљеских цеви, тридесет и три кубуса представљају тридесет масовних гробница у самом спомен-парку и још три које се налазе у оближњим селима Илићеву, Маршићу и Грошници, док провидне пирамиде од плексигласа на њиховим врховима представљају последњи поглед жртава уперен ка небу. У оквиру спомен-парка налази се и старо војничко гробље и споменик стрељаним Словацима.
О презентацији и афирмацији филмске уметности брине предузеће „Шумадија филм“. Аматерско стваралаштво шире и негују Културно - уметничко друштво „Абрашевић“, Универзитетско културно - уметничко друштво „Светозар Марковић“, Омладинско културно - уметничко друштво „Застава“, Дом омладине, Књижевни клуб „Катарина Богдановић“.
Основни носилац издавачке делатности у Крагујевцу је предузеће „Нова Светлост“, које сем издавања књига издаје и часопис за књижевност, уметност, културу и друштвена питања „Кораци“ и јединствени часопис за дечје уметничко стваралаштво „Дечје искре“. Издаваштвом се баве и друге установе, организације и институције у култури.
У Крагујевцу се организује и више културних манифестација, од којих су најзначајније Фестивал најбољих позоришних представа Србије по текстовима домаћих аутора „ЈоакимФест“, Међународни позоришни фестивал малих сцена „ЈоакимИнтерФест“, „ОКТОХ“, Међународни салон антиратне карикатуре „Крагујевац“, Међународни фестивал камерних хорова, Интернационална школа хармонике и друге.
Овде постоје Дом омладине Крагујевац, Студентски културни центар Крагујевац, Завод за заштиту споменика културе Крагујевац и Културни центар УММУС.

### Манифестације
Од културних манифестација које имају посебан значај а одржавају се у Крагујевцу најпознатији су:
- КГастро фестивал
- Интернационални фестивал лепоте
- Фестивал најбољих позоришних представа Србије по текстовима домаћих аутора, Јоакимфест
- Међународни позоришни фестивал малих сцена, ЈоакимИнтерФест
- Међународни Џез фестивал ОФФ
- Међународни музички фестивал ОКТОХ
- Међународни фестивал антиратне карикатуре Крагујевац
- Међународни фестивал камерних хорова
- Позоришни сусрети ученика гимназија Србије (од 1996. године)
- Мајске свечаности
- Међународни луткарски фестивал „Златна искра“
- Градска слава Ђурђевдан
- Дан града и Ђурђевдански карневал
- Крагујевачки фестивал уличних свирача
- Ђурђевдански песнички сусрети
- Фестивал уличних свирача
- Сајам књига
- Шумадијски сајам пољопривреде
- Шумадија Фест

### Галерије
- Уметничка галерија Народног музеја
- Модерна галерија Народног музеја
- Галерија акварела
- Галерија СКЦ
- Универзитетска галерија[67]
- Галерија Народне Библиотеке „Вук Караџић“
- Галерија Јоаким, Књажевско-српски театар
- Галерија Дома омладине

### Признања града Крагујевца
- Заслужни грађанин Града Крагујевца
- Почасни грађанин Града Крагујевца
- Ђурђевданска награда — годишња награда Града Крагујевца
- Плакета Светог Ђорђа[68]

## Медији
| - Радио Браво - Радио ТДИ - Радио 34 - Радио Крагујевац - Радио 9 - Радио Стари Град - Радио Златоусти - Хуманитарни радио - Крагујевац плаза радио | - РТВ Крагујевац - Канал 9 - РТС, дописништво Крагујевац | - Крагујевачке - Светлост (више не излази) |

## Спорт
У граду постоји 111 клубова у 29 спортских грана. Спортско друштво Раднички је најпознатије спортско друштво у Крагујевцу, а фудбалски савез Крагујевца је најбројнији савез са 49 клубова. Фудбалски савез Крагујевца организује и три градске лиге које представљају пети, шести и седми степен такмичења у Србији.

### Фудбал
У Крагујевцу је 14. септембра 1903. године основан фудбалски клуб Шумадија 1903 други најстарији клуб у тадашњој Србији, иза београдског СК Соко, који је основан 18. априла исте године. Клуб је 14. септембра 1903. године основао Данило Стојановић - „Чика Дача“, у једној од школских учионица Војно-занатске школе, где је радио као хонорарни наставник. А надимак је стекао управо на оснивачком скупу клуба, у тренутку кад се размишљало које име одабрати за клуб, Чика Дача се јавио и предложио „Шумадија“, на шта су сви одушевљено узвикнули „Живео Чика Дача“. Прву победу Шумадија је забележила 1907. у пријатељској утакмици у Алексинцу, победила је тамошњи Делиград (угашен након Другог светског рата) са 5:0, клуб који је био други по реду провинцијски клуб тадашње Србије. 1914. клуб је одиграо прву утакмицу у оквиру неког такмичења, првог куп такмичења у Србији - Олимпијског купа, играног у Београду, али је изгубио у првом мечу од Велике Србије са 3:1. Клуб није функционисао током Првог светског рата, након рата је наставио са радом, али клуб више није био у стању да се супротстави београдским клубовима, који су у међувремену доста напредовали. Шумадија се данас такмичи у Српској лиги Запад, трећем такмичарском нивоу српског фудбала.
ФК Раднички 1923 је основан 1923. године на предлог месни одбора независних радничких синдиката у Крагујевцу као раднички клуб. Оснивачка скупштина клуба одржана је 1923. године у кафани Парк, а клубу је дато име Млади радник. Године 1925. Млади радник је примљен у чланство Београдског лоптачког савеза. Млади радник је своје прве јавне утакмице играо са крагујевачким клубовима Шумадијом и Славијом. Клуб је 1929. године променио име у Раднички. Година 1969. остаће упамћена у аналима крагујевачког фудбала као година када је Раднички по први пут у својој историји ушао у Прву лигу, након баража са Сутјеском и Црвенком.
Једну од својих највећих победа Раднички је извојевао 7. септембра 1969. године на стадиону ЈНА када је побеђен Партизан са убедљивих 4:1. После те утакмице 15. септембра у Крагујевац стиже славни бразилски Сантос са још славнијим Пелеом. У утакмици за незаборав пред никада више гледалаца у Крагујевцу, Раднички и Сантос су одиграли нерешено 4:4, а голове су постигли: Еду три и Пеле један за Сантос, а Николић, Пауновић, и Пауновски два за Раднички. Ту, прву сезону у Првој лиги Раднички завршава на 16. месту, и успева да сачува прволигашки статус. По посећености стадиона, Раднички је на другом месту са просеком од 10.850 гледалаца по мечу. Уласком у Прву лигу Раднички по први пут излази на међународну сцену и представља Југославију у Средњоевропском купу. Прву утакмицу одиграо је 19. новембра 1969. године и добио Локомотиву из Кошица резултатом 2:0 док је у реваншу претрпео минималан пораз од 1:0, и тако се пласирао у други круг.
У другом кругу 25. марта 1970. године угошћен је славни будимпештански Хонвед, и савладан са 2:1. Реванш је игран 1. априла, и Раднички је елиминисан из даљег такмичења пошто је поражен са 4:0. Данас се Раднички такмичи у Супер лиги Србије, првом такмичарском нивоу српског фудбала.

### Кошарка
Кошаркашки клуб Раднички је настао педесетих година 20. века. Клуб је угашен 2009. године. Те године у Крагујевац прелази КК Свислајонс Таково и мења име у КК Раднички Крагујевац. Основан је 1994. као Кондивик у Вршцу, након тога је још носио имена Лајонс и Свислајон Таково, а клуб је 2009. премештен у Крагујевац и добио је име Раднички. Године 2014. угашен је услед финансијских проблема., ни у Кошаркашкој лиги Србије. Под именом Раднички био је редовни учесник регионалне Јадранске лиге. Најбољи пласман су остварили у сезони 2012/13. када су се пласирали на завршни турнир у Лакташима где су у полуфиналу поражени од Црвене звезде 79:78. Ипак, и овај резултат био је довољан да у наредној сезони клубу обезбеди први излазак на европску сцену где је у Еврокупу изборио пласман у најбоље 32 екипе. У Топ 32 фази Раднички је завршио на трећем месту у групи Н са 2 победе и 4 неуспеха. Од пет сезона у Кошаркашкој лиги Србије, четири пута је играо полуфинале.
КК Раднички је основан 2015. године и од сезоне 2017/18 такмичи се у Кошаркашкој лиги Србије, највишем степену такмичења. Председник је бивши српски кошаркаш Никола Лончар.
Женски кошаркашки клуб Раднички основан је 1967. године уз сагласност спортског друштва Раднички. Први председник клуба био је Стеван Жиловић. У првој сезони под вођством тренера Јована Антића у Српској лиги Југ клуб је заузео последње место. У највишем степену такмичења први пут су заиграли у сезони 1975/76. Још три пута су након ове сезоне играли у Првој лиги СФРЈ. Након распада бивше државе, у Прву лигу су се вратиле у сезони 1999/00. У првој деценији двадесет и првог века Раднички је углавном играо у Првој Б лиги, да би се коначно 2009. године пласирао у највиши степен такмичења и од тада је стабилан прволигаш. У Првој лиги се такмичи и други крагујевачки клуб Шумадија.

### Остали клубови
КМФ Економац је најуспешнији клуб у Србији у малом фудбалу. Седмоструки је првак Србије и редовни учесник Лиге шампиона. КМФ Економац је основан 7. новембра 2000. године од стране студената и асистената Економског факултета на челу са Проф. др Верољубом Дугалићем, а у циљу популаризације „игре на петопарцу” у овом делу Србије. У циљу промоције клуба играчи Економца у претходним годинама постали су Слободан Боба Крчмаревић, бивши фудбалер и успешан тренер, Ђорђе Балашевић музички уметник, најбољи српски стрелац Стеван Плетикосић, један од најуспешнијих кошаркаша свих времена Александар Ђорђевић као и светски пливачки шампиони Нађа Хигл и Милорад Чавић.
Одбојкашки клуб Раднички је основан 1945. године. Два пута био првак Србије у сезонама 2008/09 и 2009/10, а Куп Србије 2007/08. Рукометни клуб Раднички је основан 1964. године, а прву званичну утакмицу одиграо је против РК Борац из Параћина и победио са 22:9. Тренутно се такмичи у Суперлиги Србије. Женски рукометни клуб Раднички је 2014 и 2015. године био првак Србије.
Ватерполо клуб Раднички је основан 25. априла 2012. и тренутно се такмичи у Првој А лиги Србије. Освајач је Купа Европе 2013. године. Вајлд борси Крагујевац су један од оснивача америчког фудбала у Србији и други најуспешнији клуб у Србији. Пет пута су били прваци Србија, 2006. године су освојили регионалну ЦЕФЛ лигу, а 2011. године су играли финале европског ЕФАФ купа у коме су поражени од Лондонског блица. Вајлд кетс Крагујевац је женски клуб америчког фудбала основан 2011. године. Најуспешнији је клуб у Србији.

### Спортски објекти
Стадион Чика Дача је стадион са више намена у Крагујевцу. Домаћи је терен фудбалског клуба, ФК Раднички 1923, тренутни капацитет стадиона је 15.100 седећих места. Изградња Стадиона Чика Дача је почела 1949. године и трајала је осам година. Раднички је добио свој градски стадион 6. јуна 1957, и отворен је дефилеом спортиста СД Раднички, фудбалера Партизана и атлетичара Црвене звезде. Могао је да прими 30.000 гледалаца, а прву утакмицу на новоизграђеном стадиону Раднички је одиграо са Партизаном. Утакмица је завршена резултатом 2:2. Реновиран је 2007. године, на трибинама су постављене столице и тренутни капацитет износи 15.100 седећих места. У склопу стадиона су и три помоћна фудбалска терена. Осим за фудбалске утакмице стадион испуњава услове за организацију атлетских такмичења по стандардима Светске атлетске федерације.
Спортска хала Језеро је вишенаменска спортска дворана. Капацитет дворане је 5.320 места. Користе је КК Раднички, ОК Раднички, РК Раднички, КМФ Економац, као и други спортски клубови из Крагујевца. Трибине хале су комплетно реновиране 2008. године. Хала је отворена 20. октобар 1978. године.

## Познате личности
- Милан Обреновић (кнез) (1819—1839), кнез Србије 1839. године као први престолонаследник Обреновића.
- Михаило Обреновић (1823—1868), кнез Србије од 1839. до 1842. и од 1860. до 1868. године.
- Василија Радојчић (1936—2011), српска истакнута певачица народне музике.
- Владимир Јакшић (1824—1899), српски метеоролог, оснивач прве мреже метеоролошких станица и првог одељења за статистику у Србији.
- Јован Ристић (1831—1899), политичар, историчар и један од највећих државника 19. века.
- Тихомиљ Николић (1832—1886), српски генерал и министар војни.
- Михајло Мика Марковић (1847—1911), лекар, ратни хирург, санитетски пуковник, дугогодишњи начелник санитета српске војске, управних Моравске сталне болнице у Нишу(1880–1885), оснивач Пастеровог завода у Нишу, реформатор војног Санитета српске војске.[101]
- Радомир Путник (1847—1917), српски војвода, два пута начелник Главног генералштаба, пет пута Министар војни и начелник Штаба Врховне команде Војске Краљевине Србије у Балканским и Првом светском рату.
- Андра Ђорђевић (1854—1914), српски правник, политичар, професор Велике школе у Београду, министар правде и министар просвете.
- Никола Јанковић (1866—1960), српски дипломата, председник Министарског савета Краљевине Југославије, министар иностраних послова од 20. децембра 1934. до 24. јуна 1935, и министар двора.
- Андра Ђорђевић (1870—1932), српски и југословенски генерал.
- Душан Симовић (1882—1962), српски војсковођа, армијски генерал Војске Краљевине Југославије, начелник Главног генералштаба а после државног удара којим је збачена пронемачка влада председник Министарског савета Краљевине Југославије.
- Љубица Марић (1909—2003), прва српска композиторка[102] и академик Српске академије наука и уметности.
- Младен Атанасијевић (1908—1976), филолог и преводилац
- Нада Наумовић (1922—1941), учесница Народноослободилачке борбе и народни херој Југославије.
- Мија Алексић (1923—1995), један од највећих српских глумаца.
- Никола Јанковић (1926—), вајар, професор Универзитета у Београду, редовни члан САНУ.
- Драгослав Срејовић (1931—1996), српски археолог, културни антрополог, професор Универзитета и академик.
- Бранислав Цига Јеринић (1932—2006), српски глумац и доајен српског глумишта.
- Драгомир Бојанић Гидра (1933—1993), српски глумац.
- Латинка Перовић (1933—), историчарка и политичарка.
- Андреј Митровић (1937—2013), српски историчар и дописни члан Српске академије наука и уметности.
- Драгољуб Бакић (1939 — 2023), српски и југословенски архитекта.
- Верољуб Атанасијевић (1940—2001), архитекта и истакнути аутор у области здравствене архитектуре.
- Борис Аранђеловић (1948—2015), певач и члан групе Смак.
- Мирко Бабић (1948–2020), српски глумац.
- Томислав Николић (1952–), политичар, председник Републике Србије, оснивач и први председник Српске напредне странке, бивши председник Народне скупштине Републике Србије и бивши потпредседник владе Србије и Савезне Републике Југославије.[тражи се извор]
- Вера Нешић (1959 - 2011), српска истакнута певачица народне музике.
- Звонко Пантовић Чипи (1966–), рок музичар, певач, композитор, текстописац, оснивач и фронтмен крагујевачког хеви метал састава Освајачи.
- Никола Лончар (1972–), српски кошаркаш.
- Стеван Плетикосић (1972–), српски репрезентативац у стрељаштву и освајач олимпијске медаље.
- Данко Лазовић (1983–), српски фудбалер.
- Јелена Томашевић (1983-), српска певачица поп музике, представник на Евровизији 2008 године, члан жирија Пинкове Звездице.
- Марија Шерифовић (1984–), српска певачица поп музике и победник на Песми Евровизије 2007. године у Хелсинкију. Члан жирија Звезде Гранда.
- Марија Шестак, девојачко Мартиновић, словеначка атлетичарка чија су специјалност скок удаљ и троскок.
- Дарко Живановић, српски репрезентативац у маратону, полумаратону и на 3.000 m стиплчез
- Светозар Андрејевић, трговац и добротвор

## Партнерски градови
Списак градова са којима Крагујевац има сарадњу.
| Град               | Држава       | Статус                            |
| ------------------ | ------------ | --------------------------------- |
| Бидгошч            | Пољска       | Повеља о братимљењу               |
| Бјелско-Бјала      | Пољска       | Повеља о братимљењу               |
| Могиљов            | Белорусија   | Повеља о братимљењу               |
| Охрид              | Македонија   | Повеља о братимљењу               |
| Питешти            | Румунија     | Повеља о братимљењу               |
| Ређо Емилија       | Италија      | Повеља о братимљењу               |
| Сирен              | Француска    | Повеља о братимљењу               |
| Спрингфилд         | САД          | Повеља о братимљењу               |
| Карловац           | Хрватска     | Повеља о братимљењу               |
| Тренчин            | Словачка     | Уговор о пријатељству и сарадњи   |
| Карара             | Италија      | Повеља о пријатељству и сарадњи   |
| Сунчон             | Јужна Кореја | Споразум о пријатељству и сарадњи |
| Инголштат          | Немачка      | Протокол о сарадњи и пријатељству |
| Мостар             | БиХ          | Протокол о сарадњи и пријатељству |
| Ополе              | Пољска       | Протокол о сарадњи и пријатељству |
| Смоленск           | Русија       | Повеља о сарадњи и пријатељству   |
| Фоча               | БиХ          | Протокол о сарадњи и пријатељству |
| Хановер            | Немачка      | Протокол о сарадњи и пријатељству |
| Бар                | Црна Гора    | Споразум о сарадњи                |
| Бат Јам            | Израел       | Споразум о сарадњи                |
| Јерихон            | Палестина    | Споразум о сарадњи                |
| Општина Стари Град | БиХ          | Споразум о сарадњи                |
| Милвоки            | САД          | Повеља о братимљењу               |

## Галерија
- Крагујевачко шеталиште
- Камени лав у парку Шумарице
- Трг тополиваца и управна зграда Заставе
- Залазак сунца над градом
- Саборни храм
- Крст светог Ђорђа на улазу у град
- Архитектура Крагујевца
- Трг Јована Ристића
- Богословија
- Архитектура града
- Језеро Бубањ
- Навијачи Радничког